# Seznam inspektorů Grónska
Královský inspektor byl nejvýše postaveným koloniálním důstojníkem v dánském (a dánsko-norském) Grónsku v letech 1782–1924. Inspektoři byli zástupci Královské grónské obchodní společnosti a byli podřízeni správní radě společnosti v Kodani. Úřady byly dva: jeden inspektor pro Severní Grónsko a jeden inspektor pro Jižní Grónsko. Roku 1924 byl úřad inspektora nahrazen úřadem guvernéra.
V roce 1728 převzala správu Grónska dánská vláda a Claus Paarss byl jmenován guvernérem Grónska. Již v roce 1731 však byla kolonizace na čas přerušena. Teprve v roce 1782 byl znovu jmenován správce kolonie, která byla nyní rozdělena na dvě části.
Inspektoři měli zakázáno ženit se s neevropskými ženami, avšak inspektor Severního Grónska Nicolai Zimmer si vzal za manželku inuitku.

## Inspektoři Severního Grónska
| Období    | Inspektor                                        | Životopisná data |
| --------- | ------------------------------------------------ | ---------------- |
| 1782–1786 | Johan Friedrich Schwabe                          | 1749–1821        |
| 1786–1790 | Jens Clausen Wille                               | 1750–1820        |
| 1790–1797 | Børge Johan Schultz                              | 1764–1826        |
| 1797–1803 | Claus Bendeke                                    | 1763–1828        |
| 1803–1815 | Peter Hanning Motzfeldt                          | 1774–1835        |
| 1815–1817 | Frederik Diderik Sechmann Fleischer (úřadující)  | 1783–1849        |
| 1817–1824 | Johannes West                                    | 1782–1835        |
| 1824      | Nicolai Julius Rasmussen (úřadující)             | 1777–1824        |
| 1825      | Johan Lorentz Mørch (úřadující)                  | 1783–1834        |
| 1825–1828 | Carl Peter Holbøll (úřadující)                   | 1795–1856        |
| 1828–1843 | Ludvig Fasting                                   | 1789–1863        |
| 1843–1845 | Hans Peter Christian Møller (úřadující)          | 1810–1845        |
| 1845–1846 | Nicolai Zimmer (úřadující)                       | 1810–1894        |
| 1846–1866 | Christian Søren Marcus Olrik                     | 1815–1870        |
| 1866–1867 | Carl August Ferdinand Bolbroe (úřadující)        | 1833–1878        |
| 1867–1882 | Sophus Theodor Krarup-Smith                      | 1834–1882        |
| 1882–1883 | Hjalmar Christian Reinholdt Knuthsen (úřadující) | 1859–1940?       |
| 1883–1898 | Niels Alfred Andersen                            | 1843–1900        |
| 1898–1900 | Johan Carl Joensen (úřadující)                   | 1857–1907        |
| 1900–1912 | Jens Daugaard-Jensen                             | 1871–1938        |
| 1912–1913 | Anders Peter Olsen (úřadující)                   | 1862–1932        |
| 1913–1924 | Harald Lindow                                    | 1886–1972        |

## Inspektoři Jižního Grónska
| Období    | Inspektor                                      | Životopisná data |
| --------- | ---------------------------------------------- | ---------------- |
| 1782–1789 | Bendt Olrik                                    | 1749–1793        |
| 1789–1795 | Andreas Molbech Lund                           | 1749–1820        |
| 1795–1797 | Claus Bendeke                                  | 1763–1828        |
| 1797–1802 | Niels Rosing Bull                              | 1760–1841        |
| 1802–1821 | Marcus Nissen Myhlenphort (do 1803 úřadující)  | 1759–1821        |
| 1821–1823 | Christian Alexander Platou (úřadující)         | 1779–1827        |
| 1823      | Arent Christopher Heilmann (úřadující)         | 1781–1830        |
| 1823–1827 | Christian Alexander Platou (do 1824 úřadující) | 1779–1827        |
| 1827–1828 | Ove Valentin Kielsen (úřadující)               | 1803–1864        |
| 1828–1832 | Carl Peter Holbøll                             | 1795–1856        |
| 1832–1833 | Frederik Lassen (úřadující)                    | 1798–1872        |
| 1833–1836 | Carl Peter Holbøll                             | 1795–1856        |
| 1836–1837 | Jørgen Nielsen Møller (úřadující)              | 1801–1862        |
| 1837–1839 | Carl Peter Holbøll                             | 1795–1856        |
| 1839–1840 | Edvard Emil Meyer (úřadující)                  | 1803–1879        |
| 1840–1846 | Carl Peter Holbøll                             | 1795–1856        |
| 1846–1847 | Jørgen Nielsen Møller (úřadující)              | 1801–1862        |
| 1847–1848 | Carl Peter Holbøll                             | 1795–1856        |
| 1848–1849 | Holger Biilmann (úřadující)                    | 1797–1864        |
| 1849–1850 | Carl Peter Holbøll                             | 1795–1856        |
| 1850–1851 | Edvard Emil Meyer (úřadující)                  | 1803–1879        |
| 1851–1856 | Carl Peter Holbøll                             | 1795–1856        |
| 1856–1857 | Jørgen Nielsen Møller (úřadující)              | 1801–1862        |
| 1857–1868 | Hinrich Johannes Rink (do 1858 úřadující)      | 1819–1893        |
| 1868–1869 | Albert E. Blichfeldt Høyer (úřadující)         | 1827–1879        |
| 1870–1873 | Hannes Peter Stephensen (do 1871 úřadující)    | 1832–1908        |
| 1873–1874 | Lorentz Frederik Mathiesen (úřadující)         | 1832–????        |
| 1874–1882 | Hannes Peter Stephensen                        | 1832–1908        |
| 1882–1884 | Frederik Tryde Lassen (úřadující)              | 1838–1920        |
| 1884–1888 | Carl Julius Peter Ryberg                       | 1854–1929        |
| 1888–1889 | Laurits Hans Christian Bistrup (úřadující)     | 1850–1914        |
| 1889–1890 | Carl Julius Peter Ryberg                       | 1854–1929        |
| 1890–1891 | Johan Carl Joensen (úřadující)                 | 1857–1907        |
| 1891–1892 | Conrad Poul Emil Brummerstedt (úřadující)      | 1857–1939        |
| 1892–1893 | Edgar Christian Fencker                        | 1844–1904        |
| 1893–1894 | John Christian Gustav Baumann (úřadující)      | 1863–1939?       |
| 1894–1897 | Edgar Christian Fencker                        | 1844–1904        |
| 1897–1898 | Herjulf Carl Georg Jørgensen (úřadující)       | 1856–1911        |
| 1898–1902 | Regnar Stephensen (do 1899 úřadující)          | 1866–1902        |
| 1902–1903 | Oscar Peter Cornelius Kock (úřadující)         | 1860–1937        |
| 1903–1906 | Ole Bendixen                                   | 1869–1958        |
| 1906–1907 | Laurits Hans Christian Bistrup (úřadující)     | 1850–1914        |
| 1907      | Ole Bendixen                                   | 1869–1958        |
| 1907–1908 | Laurits Hans Christian Bistrup (úřadující)     | 1850–1914        |
| 1908–1913 | Ole Bendixen                                   | 1869–1958        |
| 1913–1914 | Oluf Hastrup (úřadující)                       | 1875–1933        |
| 1914      | Ole Bendixen                                   | 1869–1958        |
| 1914–1915 | Oluf Hastrup (úřadující)                       | 1875–1933        |
| 1915–1923 | Carl Frederik Harries                          | 1872–1938        |
| 1924      | Christian Simony (úřadující)                   | 1881–1961        |
| 1924      | Knud Oldendow                                  | 1892–1975        |